# Prériölyv
A prériölyv (Buteo swainsoni) a madarak osztályának vágómadár-alakúak (Accipitriformes) rendjébe, ezen belül a vágómadárfélék (Accipitridae) családjába tartozó faj.

## Rendszerezése
A fajt Charles Lucien Jules Laurent Bonaparte francia ornitológus írta le 1838-ban.

## Előfordulása
Észak-Amerika nyugati nyílt területein fészkel. Telelni délre vonul, eljut Argentínába is. Természetes élőhelyei a gyepek, cserjések és szavannák, valamint szántóföldek.

## Megjelenése
A testhossza 56 centiméter, szárnyfesztávolsága 117-137 centiméter, testtömege 820-1700 gramm.
|  |  |

## Életmódja
Madarakra és emlősökre vadászik.

## Szaporodása
Fészekalja 2-3 tojásból áll, melyen 34-35 napig kotlik.

## Természetvédelmi helyzete
Az elterjedési területe rendkívül nagy, egyedszám pedig stabil. A Természetvédelmi Világszövetség Vörös listáján nem fenyegetett fajként szerepel.